# Siphona rizaba
Siphona rizaba là một loài ruồi trong họ Tachinidae.